# Championnat d'Uruguay de football 1942
Navigation
Édition précédente Édition suivante
La 40e édition du championnat d'Uruguay de football est remportée par le Club Nacional de Football. C’est le dix-septième titre de champion du club. Nacional l’emporte avec 3 points d’avance sur le Club Atlético Peñarol. Montevideo Wanderers complète le podium. 
Après avoir ramené le championnat de 11 à 10 équipes, un système de promotion/relégation est en place : Le dernier du championnat est automatiquement remplacé par le premier du championnat Intermedia, la deuxième division uruguayenne.
Tous les clubs participant au championnat sont basés dans l'agglomération de Montevideo.
Atilio García du Nacional est avec 19 buts le meilleur buteur du championnat pour la cinquième année consécutive.

## Les clubs de l'édition 1942
| \| Montevideo: · Defensor · Central · Wanderers · Nacional · Peñarol · Racing Club · Rampla Juniors · River Plate · Sud América · Liverpool Montevideo \| Localisation des clubs engagés dans le championnat. |
| Montevideo: · Defensor · Central · Wanderers · Nacional · Peñarol · Racing Club · Rampla Juniors · River Plate · Sud América · Liverpool Montevideo                                                           |

| Club                             | Stade | Capacité | Ville      |
| -------------------------------- | ----- | -------- | ---------- |
| Defensor Sporting Club           | -     | -        | Montevideo |
| Central Español Fútbol Club      | -     | -        | Montevideo |
| Liverpool Fútbol Club            | -     | -        | Montevideo |
| Montevideo Wanderers Fútbol Club | -     | -        | Montevideo |
| Club Nacional de Football        | -     | -        | Montevideo |
| Club Atlético Peñarol            | -     | -        | Montevideo |
| Racing Club de Montevideo        | -     | -        | Montevideo |
| Rampla Juniors Fútbol Club       | -     | -        | Montevideo |
| Club Atlético River Plate        | -     | -        | Montevideo |
| Institución Atlética Sud América | -     | -        | Montevideo |

## Compétition

### Classement
Le classement est établi sur le barème de points suivant : victoire à 2 points, match nul à 1, défaite à 0.
| Rang | Équipe                           | Pts | J  | G  | N | P  | Bp | Bc | Diff |
| ---- | -------------------------------- | --- | -- | -- | - | -- | -- | -- | ---- |
| 1    | Club Nacional de Football T      | 28  | 18 | 13 | 2 | 3  | 59 | 24 | +35  |
| 2    | Club Atlético Peñarol            | 25  | 18 | 11 | 3 | 4  | 43 | 22 | +21  |
| 3    | Montevideo Wanderers             | 22  | 18 | 8  | 6 | 4  | 24 | 21 | +3   |
| 4    | Institución Atlética Sud América | 20  | 18 | 9  | 2 | 7  | 35 | 20 | +15  |
| 5    | Rampla Juniors Fútbol Club       | 18  | 18 | 7  | 4 | 7  | 27 | 29 | -2   |
| 6    | Liverpool Fútbol Club            | 17  | 18 | 7  | 3 | 8  | 31 | 34 | -3   |
| 7    | Racing Montevideo                | 16  | 18 | 6  | 4 | 8  | 28 | 38 | -10  |
| 8    | Central Español Fútbol Club      | 15  | 18 | 7  | 1 | 10 | 31 | 39 | -8   |
| 9    | Defensor Sporting Club           | 11  | 18 | 3  | 5 | 10 | 29 | 49 | -20  |
| 10   | River Plate                      | 8   | 18 | 2  | 4 | 12 | 17 | 39 | -22  |

| Légende : Qualifications et relégations | Légende : Qualifications et relégations |
| --------------------------------------- | --------------------------------------- |
|                                         | Champion d’Uruguay                      |
|                                         | Relégué en deuxième division            |
|                                         | T : Tenant du titre P : Promus          |

## Bilan de la saison
| Championnat d'Uruguay de football 1942 |                                       |
| Champion                               | Club Nacional de Football (17e titre) |
| Promotions et relégations              |                                       |
| Promus en Primera División             | Club Sportivo Miramar                 |
| Relégués en Intermedia                 | River Plate                           |

## Statistiques

### Meilleur buteur
1. Atilio García (Club Nacional de Football), 19 buts.